# My Life in the Bush of Ghosts (альбом)
My Life in the Bush of Ghosts (с англ. — «Моя жизнь в лесу духов») — дебютный студийный альбом Брайана Ино и Дэвида Бирна, выпущенный в феврале 1981 года. Первая студийная работа Бирна отдельно от Talking Heads включает в себя семплированный вокал и найденные звуки, африканские и ближневосточные ритмы, а также элементы электронной музыки. Альбом был записан ещё до совместной пластинки Ино и Бирна в составе Talking Heads Remain in Light (1980), но из-за проблем с авторскими правами на семплы его выпуск был отложен на несколько месяцев.
Обширное использование семплов в альбоме считалось инновационным, хотя влияние альбома на более поздние семплированные музыкальные жанры является предметом обсуждения. Pitchfork назвал его 21 альбомом в списке лучших пластинок 1980-х годов, в то время как журнал Slant Magazine поместил его на 83 место в своем списке «лучших альбомов 1980-х».

## Запись
Ино и Бирн впервые сотрудничали в ходе работы над пластинкой More Songs About Buildings and Food (1978) группы Бирна Talking Heads. My Life in the Bush of Ghosts была записана в перерыве между альбомами Talking Heads Fear of Music (1979) и Remain in Light (1980), над которыми также работал Ино. Название альбома взято из романа Амоса Тутуолы «Моя жизнь в лесу духов», вышедшего в 1954 году. Согласно примечаниям Бирна к изданию 2006 года, ни он, ни Ино не читали роман, но чувствовали, что заголовок «как будто заключает в себе смысл этой записи».
Ино описал пластинку как «видение психоделической Африки». Вместо обычного поп-или рок-пения, большинство вокальных партий взято из сторонних источников, таких как коммерческие записи арабских певцов, диджеев и даже экзорциста. Музыканты ранее использовали похожие методы семплирования, но по словам автора Guardian Дэйва Симпсона, они никогда ранее не приводили «к такому катастрофическому эффекту». В 2001 году Ино ссылался на эксперименты Хольгера Чукая с диктофонами и коротковолновыми радиоприемниками в качестве более ранних примеров семплинга. Он чувствовал, что «разница была, наверное, в том, что я решил использовать [семплинг] для ведущего вокала». Релиз был отложен, так как требовалось получить согласие владельцев авторских прав на большое количество семплов, использованных в альбоме.
Вскоре после выхода альбома исламская организация в Лондоне опротестовала использование семплов мусульманских песнопений в треке «Qu’ran», считая это богохульством. Бирн и Ино удалили трек из более поздних изданий.
Альбом My Life in the Bush of Ghosts был переиздан 27 марта 2006 года в Великобритании и 11 апреля 2006 года в США, с ремастерингом и семью дополнительными треками.

## Использованные семплы
Ниже указаны семплы голосов, согласно аннотации к альбому
Первая сторона
1. «America Is Waiting» — Рэй Талиаферро; KGO NEWSTALK AM 810, Сан-Франциско, апрель 1980 г.
2. «Mea Culpa» — возбуждённый человек, звонящий по телефону, и спокойный политик, который ему отвечает; имена обоих неизвестны. Радиопостановка, Нью-Йорк, июль 1979 г.
3. «Regiment» — Дуня Юнис, ливанский горный певец; из альбома The Human Voice in the World of Islam (Tangent Records TGS131)[9]
4. «Help Me Somebody» — преподобный Пол Мортон, проповедь, Новый Орлеан, июнь 1980 г.
5. «The Jezebel Spirit» — неопознанный экзорцист, Нью-Йорк, сентябрь 1980 г.

Вторая сторона
1. «Qu’ran» — алжирские мусульмане поют Коран (тот же источник, что и на треке № 3)
2. «Moonlight in Glory» — The Moving Star Hall Singers, Си-Айленд, Джорджия, продюсер Гай Караван .
3. «The Carrier» — Дуня Юнис (тот же источник, что и на треке № 3)
4. «A Secret Life» — Самира Тевфик («Hobak Mor»), ливанская певица. (Les Plus Grandes Artistes du Monde Arabe, EMI)
5. «Come with Us» — неопознанный радио-евангелист, Сан-Франциско, апрель 1980 г.

## Критический прием
| Оценки критиков               | Оценки критиков |
| Источник                      | Оценка          |
| ----------------------------- | --------------- |
| AllMusic                      | [ 10 ]          |
| Rolling Stone                 | [ 11 ]          |
| The Rolling Stone Album Guide | [ 12 ]          |
| Spin Alternative Record Guide | 6/10            |
| The Village Voice             | C+              |

| Оценки критиков      | Оценки критиков |
| Источник             | Оценка          |
| -------------------- | --------------- |
| Blender              | [ 15 ]          |
| Entertainment Weekly | A−              |
| The Guardian         | [ 17 ]          |
| The Independent      | [ 18 ]          |
| Mojo                 | [ 19 ]          |

Джон Парелес из Rolling Stone назвал пластинку «бесспорно удивительным примером работы с плёнкой и ритмической изобретательности». Критик Village Voice Роберт Кристгау был менее впечатлён, посчитав запись «загромождёной и ничем не примечательной». Критик AllMusic Джон Буш описывает альбом как «новаторскую работу для бесчисленных стилей, связанных с электроникой, эмбиентом и этнической музыкой».
В интервью 1985 года певица Кейт Буш сказала, что пластинка «оставила большой след в популярной музыке». Клавишник Pink Floyd Рик Райт вспоминал, что «был сбит с толку, когда впервые услышал альбом, полный барабанных лупов, семплов и звуковых сцен»; всё, что позже стало считаться само собой разумеющимся, на момент выхода альбома звучало очень свежо и прогрессивно.

## Список композиций
Вся музыка написана Брайаном Ино и Дэвидом Бирном, кроме песни «Regiment», написанной Ино, Бирном и Майклом Джонсом.
| №  | Название             | Длительность |
| -- | -------------------- | ------------ |
| 1. | «America Is Waiting» | 3:36         |
| 2. | «Mea Culpa»          | 3:35         |
| 3. | «Regiment»           | 3:56         |
| 4. | «Help Me Somebody»   | 4:18         |
| 5. | «The Jezebel Spirit» | 4:55         |

| №  | Название              | Длительность |
| -- | --------------------- | ------------ |
| 1. | «Qu'ran»              | 3:46         |
| 2. | «Moonlight in Glory»  | 4:19         |
| 3. | «The Carrier»         | 3:30         |
| 4. | «A Secret Life»       | 2:20         |
| 5. | «Come with Us»        | 2:38         |
| 6. | «Mountain of Needles» | 2:35         |

## Места в хит-парадах
| Хит-парад (1981)                | Позиция |
| ------------------------------- | ------- |
| UK Albums Chart                 | 29      |
| New Zealand Albums Chart        | 8       |
| US Albums Chart                 | 44      |
| Хит-парад(2006)                 | Позиция |
| Belgian (Flanders) Albums Chart | 62      |